# Ulrich Findeisen
Ulrich Findeisen (* 21. September 1939 in Rotenburg (Wümme); † 10. Dezember 2020 in Bergisch Gladbach) war ein deutscher Architekt, Stadtplaner, Stifter und Hochschullehrer.

## Leben
Findeisen war das älteste von drei Geschwistern. Er studierte von 1960 bis 1967 Architektur an der Technischen Universität Berlin.
Er erlangte sein Diplom zum Thema „Kurzentrum in Norddeutschland“ bei Peter Poelzig.
Im Jahr 1970 wurde Findeisen Gesellschafter der Architektengemeinschaft GKK und Partner in Berlin (die anderen Partner waren Rainer Greschik, Tilmann Kälberer, Peter Kuhlen, Hans Walter Fuhst und Siegfried Vitinius). Hier wirkte er bis 1986 als Gesellschafter in der Entwurfs- und Ausführungsplanung als Projektleiter. Gleichzeitig wurde er Mitglied des Bundes Deutscher Architekten (BDA). Ab 1985 war er Professor an der Fachhochschule Köln im Bereich „Entwerfen und Baukonstruktion“.
Findeisen war seit 1967 mit der Landschafts- und Gartenarchitektin Britta Wagenknecht (1937–2010) verheiratet.
Er starb 2020 im Alter von 81 Jahren. Die Grabstätte der Eheleute befindet sich auf dem Kölner Melaten-Friedhof.

## Stiftung für Kunst und Baukultur Britta und Ulrich Findeisen
Im Jahr 2007 gründete Findeisen zusammen mit seiner Frau die Stiftung für Kunst und Baukultur Britta und Ulrich Findeisen in Köln. Seitdem widmet sich die Stiftung der Förderung von Bildung, Denkmalpflege, Kunst und Baukultur.

## Projekte (Auswahl)
- Annedore-Leber-Berufsbildungswerks Berlin (1973)
- Berufsinformationszentrum Arbeitsamt Kiel, Berufsinformationszentrum (1984)
- Erweiterungsbau Arbeitsamt Berlin-West (1984–1988)
- Agrippina-Versicherung Berlin, Erweiterungsbau und Außenanlagen (1995)
- Siedlung Oberhausen-Stemersberg (2000)
- Musikhochschule Löhne (2007–2011)
- Seniorenwohnungen in Grevenbroich-Frimmersdorf (2011–2018)

## Ehrungen
Ulrich Findeisen war seit 2014 Ehrenbürger der Stadt Löhne wegen seiner Verdienste um den Neubau der Löhner Musikschule. Die Freifläche vor dem Gebäude heißt seit Mai 2014 Britta-und-Ulrich-Findeisen-Platz.